# Emre Belözoğlu
Emre Belözoğlu (Estambul, Turquía, 7 de septiembre de 1980) es un exfutbolista y entrenador turco que jugaba de centrocampista. Actualmente es entrenador del Antalyaspor de la Superliga de Turquía.
Debutó en Turquía con el Galatasaray en 1996 con el que consiguió cuatro Ligas, dos Copas de Turquía una Copa de la UEFA y una Supercopa de Europa. En 2001 fichó por el Inter de Milán con quien ganó la Copa Italia en 2005. En 2008 regresó a Turquía para jugar en el Fenerbahçe y conseguir una Liga, una Copa y dos Supercopas más. En 2012 pasó medio año en el Atlético de Madrid con el que consiguió su segunda Supercopa de Europa.
Sus actuaciones con el Galatasaray le llevaron a debutar con la selección turca en el año 2000 y a ser incluido en la lista FIFA 100 en 2004. Disputó el Mundial 2002 donde la selección turca tuvo una destacable actuación acabando tercera.

## Trayectoria como futbolista

### Galatasaray
Emre empezó su carrera futbolística en el Galatasaray, uno de los clubes más importantes de su país, a finales de 1996, pero fue en la temporada 1997-98, a los 17 años, cuando empezó a jugar con el primer equipo y a ganarse, poco a poco, la titularidad, coincidiendo su crecimiento en el club, con la mejor etapa del equipo en su historia; además de ganar 4 Ligas turcas y 2 Copas nacionales, conquistó la Copa de la UEFA y la Supercopa de Europa en 2000.

### Inter de Milán
Tras su salida de Turquía inició un periplo por Europa. Primero recaló en Italia, donde fichó por el Inter de Milán en 2001, y en 2005acabó ganando la Copa Italia, lo que supuso su primer título nacional después de 6 años.
En el año 2004 la FIFA, a petición del exfutbolista Pelé, elaboró una lista con los mejores futbolistas vivos del momento en la que Emre fue incluido.

### Newcastle
En 2005 fichó por el Newcastle, pero en las últimas temporadas no jugó muchos minutos debido a constantes lesiones. En el Newcastle vivió momentos muy duros ya que sus lesiones le impidieron demostrar su juego en el cuadro de St James' Park.

### Fenerbahçe
En 2008 se incorporó al Fenerbahçe por cuatro temporadas. En el año 2009 ganó la Supercopa de Turquía.

### Atlético de Madrid
Tras finalizar su contrato con el equipo turco, en 2012 fichó, tras largas negociaciones, por el Atlético de Madrid. El 31 de agosto de 2012 debutó con el club madrileño en la final de la Supercopa de Europa. Emre entró al campo en el minuto 87 sustituyendo a Radamel Falcao, autor de tres tantos. De esta manera, Emre consiguió su primer título como rojiblanco y su segunda Supercopa de Europa al vencer por cuatro a uno al Chelsea, campeón de la Champions League. El 7 de octubre debutó en la Primera División de España en la victoria por dos a uno ante el Málaga correspondiente a la séptima jornada. Emre asistió desde la banda a Radamel Falcao para que pusiera el uno a cero en el marcador. 

### Vuelta al Fenerbahçe
En enero de 2013 y tras apenas seis meses en el conjunto rojiblanco, volvió a su anterior equipo, el Fenerbahçe, a cambio de una cantidad en torno a los 350.000 euros. En el equipo español apenas había contado para su técnico Diego Simeone, donde el futbolista turco participó en un total de 16 encuentros entre la Liga BBVA, la Copa del Rey, la Europa League y la Supercopa de Europa. Pese a una lesión que le hizo perderse varios partidos, Emre disputó en lo que quedaba de temporada 12 partidos, dos de los cuales de Copa entre los que se incluye la final del 22 de mayo de 2013 en la que partió desde el once titular. En ella se proclamó por tercera vez campeón de la Copa de Turquía derrotando al Trabzonspor por uno a cero.
Durante la temporada 2013-14 el club turco realizó una gran actuación en la Superliga que le llevó a coronarse campeón el 27 de abril de 2014. Emre contribuyó a la consecución del título participando en 19 partidos y anotando 6 goles. Al finalizar la temporada, el 13 de junio de 2014 fue sentenciado a dos meses y medio de prisión debido a un incidente racista sucedido con Didier Zokora en 2012.
Durante la temporada 2014-15, pese a haber sido campeón la temporada anterior, el Fenerbahçe no disputó competición continental debido a una sanción. En la Liga no pudo revalidar el título aunque Emre volvió a anotar 6 goles en 26 partidos.

### Estambul Başakşehir
En la temporada 2015-16 fichó por el Estambul Başakşehir FK. Debutó con su nuevo equipo el 30 de julio de 2015 en la derrota por dos a cero ante el AZ Alkmaar correspondiente al partido de ida de la clasificación para la Europa League. 

### Nuevo regreso al Fenerbahçe
El 2 de julio de 2019 inició su tercera etapa en el Fenerbahçe S. K. para disputar su última temporada como profesional, retirándose al término de la misma.

## Trayectoria como entrenador
Tras su retiro, en el 28 de octubre de 2020, Emre fue nombrado director deportivo del Fenerbahçe. Estaba a cargo del mercado de fichajes de verano de la temporada 2020-21 desde agosto hasta octubre.

### Fenerbahçe (interino)
En el 25 de marzo de 2021, tras la salida de Erol Bulut por mutuo acuerdo, Emre fue confirmado como nuevo entrenador del Fenerbahçe hasta el final de la temporada 2020-21.
Su primer partido fue 11 días después de su entrada al club contra Denizlispor que Fenerbahçe ganó por 1-0 que fue su primer partido en toda su carrera de entrenador. Al final de la temporada Fenerbahçe finalizó la temporada en tercer lugar. Emre terminó con un récord de 7 ganados, 2 empatados y 1 perdido en 10 partidos.
En el 1 de junio de 2021, el presidente del Fenerbahçe Ali Koç anunció que Emre ya no sería el entrenador del club. En el 2 de junio, el club confirmó su salida oficialmente con un anuncio de despedida.

### Estambul Başakşehir
En el 4 de octubre de 2021, firmó un contrato por dos años con el Estambul Başakşehir. Regresó como entrenador al equipo que capitaneaba por 4 años cuando era jugador.
Su primer partido fue contra Beşiktaş y lo ganó por 3-2 en el 15 de octubre.

## Selección nacional
Desde que debutó en 2000 frente a selección de fútbol de Noruega Emre ha sido un fijo en el combinado turco. Jugó en 101 ocasiones con la selección turca, anotando 9 goles. 
Su mayor logro con la escuadra nacional fue el tercer lugar en el Mundial Corea-Japón 2002 donde los turcos lograron la hazaña de llegar a semifinales, quedando eliminado a manos de Brasil 0-1, pero derrotando por el tercer puesto a Corea del Sur 3-2. Emre fue pieza angular del equipo turco y anotó un gol a Costa Rica en primera fase.

## Estadísticas

### Jugador
| Club | Div           | Temporada     | Liga  | Liga  | Copas nacionales(1) | Copas nacionales(1) | Torneos internacionales(2) | Torneos internacionales(2) | Total | Total | Media goleadora |
| Club | Div           | Temporada     | Part. | Goles | Part.               | Goles               | Part.                      | Goles                      | Part. | Goles | Media goleadora |
| --- | ------------- | ------------- | ----- | ----- | ------------------- | ------------------- | -------------------------- | -------------------------- | ----- | ----- | --------------- |
| Galatasaray S. K. Turquía | 1.ª           | 1996-97       | 1     | 0     | 0                   | 0                   | 0                          | 0                          | 1     | 0     | 0               |
| Galatasaray S. K. Turquía | 1.ª           | 1997-98       | 23    | 2     | 9                   | 0                   | 2                          | 0                          | 34    | 2     | 0,06            |
| Galatasaray S. K. Turquía | 1.ª           | 1998-99       | 27    | 2     | 6                   | 2                   | 2                          | 0                          | 35    | 4     | 0,11            |
| Galatasaray S. K. Turquía | 1.ª           | 1999-00       | 24    | 5     | 4                   | 0                   | 13                         | 1                          | 41    | 6     | 0,15            |
| Galatasaray S. K. Turquía | 1.ª           | 2000-01       | 27    | 5     | 3                   | 5                   | 10                         | 0                          | 40    | 10    | 0,25            |
| Galatasaray S. K. Turquía | Total club    | Total club    | 102   | 14    | 22                  | 7                   | 27                         | 1                          | 151   | 22    | 0,15            |
| Inter de Milán · Italia | 1.ª           | 2001-02       | 13    | 0     | 0                   | 0                   | 6                          | 0                          | 19    | 0     | 0               |
| Inter de Milán · Italia | 1.ª           | 2002-03       | 25    | 3     | 0                   | 0                   | 12                         | 1                          | 37    | 4     | 0,11            |
| Inter de Milán · Italia | 1.ª           | 2003-04       | 21    | 0     | 0                   | 0                   | 6                          | 0                          | 27    | 0     | 0               |
| Inter de Milán · Italia | 1.ª           | 2004-05       | 19    | 0     | 0                   | 0                   | 6                          | 0                          | 25    | 0     | 0               |
| Inter de Milán · Italia | Total club    | Total club    | 78    | 3     | 0                   | 0                   | 30                         | 1                          | 108   | 4     | 0,04            |
| Newcastle United F. C. Inglaterra | 1.ª           | 2005-06       | 20    | 2     | 4                   | 0                   | 1                          | 0                          | 25    | 2     | 0,08            |
| Newcastle United F. C. Inglaterra | 1.ª           | 2006-07       | 24    | 2     | 2                   | 0                   | 12                         | 1                          | 38    | 3     | 0,08            |
| Newcastle United F. C. Inglaterra | 1.ª           | 2007-08       | 14    | 1     | 5                   | 0                   | -                          | -                          | 19    | 1     | 0,05            |
| Newcastle United F. C. Inglaterra | Total club    | Total club    | 58    | 5     | 11                  | 0                   | 13                         | 1                          | 82    | 6     | 0,07            |
| Fenerbahçe S. K. Turquía | 1.ª           | 2008-09       | 25    | 1     | 6                   | 0                   | 9                          | 1                          | 40    | 2     | 0,05            |
| Fenerbahçe S. K. Turquía | 1.ª           | 2009-10       | 25    | 1     | 7                   | 0                   | 8                          | 1                          | 40    | 2     | 0,05            |
| Fenerbahçe S. K. Turquía | 1.ª           | 2010-11       | 27    | 4     | 1                   | 0                   | 4                          | 2                          | 32    | 6     | 0,19            |
| Fenerbahçe S. K. Turquía | 1.ª           | 2011-12       | 26    | 6     | 2                   | 0                   | -                          | -                          | 28    | 6     | 0,21            |
| Fenerbahçe S. K. Turquía | Total club    | Total club    | 103   | 12    | 16                  | 0                   | 21                         | 4                          | 140   | 16    | 0,11            |
| Atlético de Madrid · España | 1.ª           | 2012-13       | 7     | 0     | 3                   | 0                   | 7                          | 1                          | 17    | 1     | 0,06            |
| Atlético de Madrid · España | Total club    | Total club    | 7     | 0     | 3                   | 0                   | 7                          | 1                          | 17    | 1     | 0,06            |
| Fenerbahçe S. K. Turquía | 1.ª           | 2012-13       | 10    | 2     | 2                   | 0                   | -                          | -                          | 12    | 2     | 0,17            |
| Fenerbahçe S. K. Turquía | 1.ª           | 2013-14       | 19    | 6     | 1                   | 0                   | 2                          | 0                          | 22    | 6     | 0,27            |
| Fenerbahçe S. K. Turquía | 1.ª           | 2014-15       | 26    | 6     | 2                   | 0                   | -                          | -                          | 28    | 6     | 0,21            |
| Fenerbahçe S. K. Turquía | Total club    | Total club    | 55    | 13    | 5                   | 0                   | 2                          | 0                          | 62    | 13    | 0,21            |
| Estambul Başakşehir F. K. Turquía | 1.ª           | 2015-16       | 26    | 3     | 2                   | 0                   | 2                          | 0                          | 30    | 3     | 0,10            |
| Estambul Başakşehir F. K. Turquía | 1.ª           | 2016-17       | 27    | 4     | 5                   | 1                   | 4                          | 1                          | 36    | 6     | 0,17            |
| Estambul Başakşehir F. K. Turquía | 1.ª           | 2017-18       | 27    | 3     | 1                   | 0                   | 7                          | 2                          | 35    | 5     | 0,14            |
| Estambul Başakşehir F. K. Turquía | 1.ª           | 2018-19       | 24    | 1     | 1                   | 0                   | 2                          | 0                          | 27    | 1     | 0,04            |
| Estambul Başakşehir F. K. Turquía | Total club    | Total club    | 104   | 11    | 9                   | 1                   | 15                         | 3                          | 128   | 15    | 0,07            |
| Fenerbahçe S. K. Turquía | 1.ª           | 2019-20       | 26    | 3     | 0                   | 0                   | -                          | -                          | 26    | 3     | 0,12            |
| Fenerbahçe S. K. Turquía | Total club    | Total club    | 26    | 3     | 0                   | 0                   | 0                          | 0                          | 26    | 3     | 0,12            |
| Total carrera | Total carrera | Total carrera | 633   | 61    | 66                  | 8                   | 117                        | 11                         | 716   | 81    | 0,11            |
| (1) Incluye datos de Copa de Turquía (1997-01), (2008-13); FA Cup (2005-08); Copa de la Liga (2005-08); Copa del Rey (2012-13); Supercopa de Turquía (2013-14). (2) Incluye datos de Europa League (1997-13) y (2015-16); Champions League (1997-2005) y (2013-14); Supercopa de Europa (2000), (2012). |               |               |       |       |                     |                     |                            |                            |       |       |                 |

### Selección nacional
| Competición                    | Categoría       | Sede                  | Resultado    | Partidos | Goles |
| ------------------------------ | --------------- | --------------------- | ------------ | -------- | ----- |
| Copa Mundial de Fútbol de 2002 | Selección turca | Corea del Sur y Japón | Tercer lugar | 6        | 1     |
| Eurocopa 2008                  | Selección turca | Austria y Suiza       | Semifinales  | 1        | 0     |
| Total                          | Total           | Total                 | Total        | 7        | 1     |

### Entrenador
| Equipo                      | Div.                | Temporada           | Liga  | Liga | Liga | Liga | Liga |       | Copa | Copa | Copa | Copa  |   | Internacional | Internacional | Internacional | Internacional | Internacional |   | Otros | Otros | Otros | Otros |    | Totales     | Totales | Totales | Totales | Totales | Totales | Totales | Totales |
| Equipo                      | Div.                | Temporada           | Part. | G    | E    | P    | Pos. | Part. | G    | E    | P    | Part. | G | E             | P             | Pos.          | Part.         | G             | E | P     | Part. | G     | E     | P  | Rendimiento | GF      | GC      | Dif.    |         |         |         |         |
| --------------------------- | ------------------- | ------------------- | ----- | ---- | ---- | ---- | ---- | ----- | ---- | ---- | ---- | ----- | - | ------------- | ------------- | ------------- | ------------- | ------------- | - | ----- | ----- | ----- | ----- | -- | ----------- | ------- | ------- | ------- | ------- | ------- | ------- | ------- |
| Fenerbahçe Turquía          | 1.ª                 | 2020-21             | 10    | 7    | 2    | 1    | 3.º  | -     | -    | -    | -    | -     | - | -             | -             | -             | -             | -             | - | -     | 10    | 7     | 2     | 1  | 76.67%      | 18      | 10      | +8      |         |         |         |         |
| Fenerbahçe Turquía          | Total               | Total               | 10    | 7    | 2    | 1    | -    | -     | -    | -    | -    | -     | - | -             | -             | -             | -             | -             | - | -     | 10    | 7     | 2     | 1  | 76.67%      | 18      | 10      | +8      |         |         |         |         |
| Estambul Başakşehir Turquía | 1.ª                 | 2021-22             | 30    | 17   | 8    | 5    | 4.º  | 1     | 0    | 1    | 0    | -     | - | -             | -             | -             | -             | -             | - | -     | 31    | 17    | 9     | 5  | 64.52%      | 49      | 27      | +22     |         |         |         |         |
| Estambul Başakşehir Turquía | 1.ª                 | 2022-23             | 36    | 18   | 8    | 10   | 5.º  | 6     | 3    | 2    | 1    | 14    | 8 | 4             | 2             | 1/8           | -             | -             | - | -     | 56    | 29    | 14    | 13 | 60.12%      | 93      | 58      | +35     |         |         |         |         |
| Estambul Başakşehir Turquía | 1.ª                 | 2023-24             | 3     | 0    | 0    | 3    | Inc. | -     | -    | -    | -    | -     | - | -             | -             | -             | -             | -             | - | -     | 3     | 0     | 0     | 3  | 0%          | 0       | 5       | -5      |         |         |         |         |
| Estambul Başakşehir Turquía | Total               | Total               | 69    | 35   | 16   | 18   | -    | 7     | 3    | 3    | 1    | 14    | 8 | 4             | 2             | -             | -             | -             | - | -     | 90    | 46    | 23    | 21 | 59.63%      | 142     | 90      | +52     |         |         |         |         |
| Ankaragücü Turquía          | 1.ª                 | 2023-24             | 31    | 7    | 13   | 11   | 17.º | 7     | 5    | 1    | 1    | -     | - | -             | -             | -             | -             | -             | - | -     | 38    | 12    | 14    | 12 | 43.86%      | 53      | 46      | +7      |         |         |         |         |
| Ankaragücü Turquía          | Total               | Total               | 31    | 7    | 13   | 11   | -    | 7     | 5    | 1    | 1    | -     | - | -             | -             | -             | -             | -             | - | -     | 38    | 12    | 14    | 12 | 43.86%      | 53      | 46      | +7      |         |         |         |         |
| Antalyaspor Turquía         | 1.ª                 | 2024-25             | 18    | 6    | 5    | 7    | 15.º | 2     | 0    | 0    | 2    | -     | - | -             | -             | -             | -             | -             | - | -     | 20    | 6     | 5     | 9  | 38.33%      | 18      | 30      | -12     |         |         |         |         |
| Antalyaspor Turquía         | 1.ª                 | 2025-26             | 2     | 2    | 0    | 0    | -    | 0     | 0    | 0    | 0    | -     | - | -             | -             | -             | -             | -             | - | -     | 2     | 2     | 0     | 0  | 100%        | 3       | 1       | +2      |         |         |         |         |
| Antalyaspor Turquía         | Total               | Total               | 20    | 8    | 5    | 7    | -    | 2     | 0    | 0    | 2    | -     | - | -             | -             | -             | -             | -             | - | -     | 22    | 8     | 5     | 9  | 43.94%      | 21      | 31      | -10     |         |         |         |         |
| Total en su carrera         | Total en su carrera | Total en su carrera | 130   | 57   | 36   | 37   | -    | 16    | 8    | 4    | 4    | 14    | 8 | 4             | 2             | -             | -             | -             | - | -     | 160   | 73    | 44    | 43 | 54.8%       | 234     | 177     | +57     |         |         |         |         |
| 1. 2.                       |                     |                     |       |      |      |      |      |       |      |      |      |       |   |               |               |               |               |               |   |       |       |       |       |    |             |         |         |         |         |         |         |         |

#### Resumen por competiciones
| Competición                 | Partidos | Ganados | Empatados | Perdidos | %      |
| --------------------------- | -------- | ------- | --------- | -------- | ------ |
| SüperLig                    | 130      | 57      | 36        | 37       | 53.08% |
| Copa de Turquía             | 16       | 8       | 4         | 4        | 58.33% |
| Liga Conferencia de la UEFA | 14       | 8       | 4         | 2        | 66.66% |
| TOTAL                       | 160      | 73      | 44        | 43       | 54.8%  |

## Palmarés

### Títulos nacionales
| Título               | Club              | País    | Año  |
| -------------------- | ----------------- | ------- | ---- |
| 1. Lig               | Galatasaray S. K. | Turquía | 1997 |
| Supercopa de Turquía | Galatasaray S. K. | Turquía | 1997 |
| 1. Lig               | Galatasaray S. K. | Turquía | 1998 |
| Copa de Turquía      | Galatasaray S. K. | Turquía | 1999 |
| 1. Lig               | Galatasaray S. K. | Turquía | 1999 |
| Copa de Turquía      | Galatasaray S. K. | Turquía | 2000 |
| 1. Lig               | Galatasaray S. K. | Turquía | 2000 |
| Copa Italia          | Inter de Milán    | Italia  | 2005 |
| Supercopa de Turquía | Fenerbahçe S. K.  | Turquía | 2009 |
| Superliga de Turquía | Fenerbahçe S. K.  | Turquía | 2011 |
| Copa de Turquía      | Fenerbahçe S. K.  | Turquía | 2012 |
| Copa de Turquía      | Fenerbahçe S. K.  | Turquía | 2013 |
| Superliga de Turquía | Fenerbahçe S. K.  | Turquía | 2014 |
| Supercopa de Turquía | Fenerbahçe S. K.  | Turquía | 2014 |

### Títulos internacionales
| Título              | Club                   | País       | Año  |
| ------------------- | ---------------------- | ---------- | ---- |
| Copa de la UEFA     | Galatasaray S. K.      | Dinamarca  | 2000 |
| Supercopa de Europa | Galatasaray S. K.      | Mónaco     | 2000 |
| Copa Intertoto      | Newcastle United F. C. | Inglaterra | 2006 |
| Supercopa de Europa | Atlético de Madrid     | Mónaco     | 2012 |

### Distinciones individuales
| Distinción                               | Año  |
| ---------------------------------------- | ---- |
| Mejor jugador del Inter de Milán         | 2003 |
| FIFA 100                                 | 2004 |
| Mejor jugador de la Superliga de Turquía | 2010 |